# Johannes Larsson (handbollsspelare)
Johannes Olof Nikolas Larsson, född 9 augusti 1991 i Kristianstad, är en svensk tidigare handbollsspelare (högersexa).

## Handbollskarriär
Johannes Larsson började sin karriär i IFK Kristianstad. Han spelade sin första SM-final 2013 men det blev silver. Bättre gick det 2015, 2016, 2017 och 2018 då han blev fyra gånger svensk mästare med IFK Kristianstad.
2021 blev han tvungen att avsluta karriären på grund av en knäskada.

## Meriter
- Svensk mästare fyra gånger (2015, 2016, 2017 och 2018) med IFK Kristianstad